# L’amor de Swann
L'amor de Swann, títol original en francès Un amor de Swann, és un film franco-alemany realitzat per Volker Schlöndorff, estrenat l'any 1984. El guió s'inspira en l'obra homònima de Marcel Proust, que forma part de la novel·la A la recerca del temps perdut. Malgrat la col·laboració de guionistes de renom com Peter Brook i Jean-Claude Carrière, l'obra no va convèncer la crítica, malgrat una escenficiació i banda sonora de qualitat.
Va estar subtitulada al català.

## Sinopsi
Charles Swann, un dels homes amb més visibilitat de l'alta societat parisenca de finals del segle xix, cau perdudament enamorat d'una dona del «demi-monde», Odette de Crécy. Però aquests sentiments apassionats esdevindran ràpidament destructors quan la gelosia malaltissa no cessarà de envair els pensaments i la imaginació de Swann, que veu en tot home un rival.

## Repartiment
- Jeremy Irons: Charles Swann
- Ornella Muti: Odette de Crécy
- Alain Delon: Baró de Charlus
- Fanny Ardant: Duchesse de Guermantes
- Marie-Christine Barrault: Madame Verdurin
- Jean-Louis Richard: Monsieur Verdurin
- Anne Bennent: Chloé
- Nathalie Juvet: Sra. Cottard
- Charlotte Kerr: Sous-maîtresse
- Catherine Lachens: la Tia
- Philippine Pascal: Sra. Gallardon
- Charlotte de Turckheim: Sra. de Cambremer
- Jean-François Balmer: Dr Cottard
- Jacques Boudet: Duc de Guermantes
- Jean-Pierre Coffe: Aimé
- Bruno Thost: Saniette
- Geoffroy Tory (Roland de Chaudenay): Forcheville
- Roland Topor: Biche
- Vincent Martin: Remi
- Véronique Dietschy: Sra. Vinteuil
- Jean Aurenche: M. Vinteuil
- Emmanuelle Rosenthal: Gilberte

## Recompenses i distincions
- Cèsars 1985 : Millor decoració i Millor vestuari
- BAFTA 1985 : nominació per al millor film estranger i per al millor vestuari

## Banda sonora original del film
Música composta per Hans Werner Henze. Coproducció franco-alemanya amb la participació del Ministeri de la cultura (París), Gaumont, FR3, SFCP, disc Milà (RC250)
- 12 Variations pour sextuor à cordes et harpe autour de la petite phrase de Vinteuil (Licence Bioskop Film Munich)
- Katarina Blum: Suite de concert pour orchestre (Der Vergiftete Strom, Die Liebenden, Klage, Erinnerungen, Stosszeit (grosse fuge), Angst, Der Vergiftete Strom), per l'Orchestre Symphonique de la Radio de Bâle, direction Hans Werner Henze (éditions Schott)